# فیل کولسن
فیلیپ «فیل» کولسن (به انگلیسی: Phillip "Phil" Coulson) یک شخصیت تخیلی در دنیای سینمایی مارول۶۱۶ می‌باشد که در چندین فیلم تولید شده از مارول استدیوز حضور داشته‌است. کولسن اولین بار به عنوان یکی از مأمورین سازمان خیالی شیلد در مرد آهنی(۲۰۰۸) با بازی هنرور کلارک گرگ، که قرار داد چندین فیلم از جمله مرد آهنی ۲(۲۰۱۰)، ثور(۲۰۱۱)، انتقام‌جویان(۲۰۱۲) را با مارول استدیوز بسته بود، حاضر شد. همچنین او در مجموعه تلویزیونی مأموران شیلد که به وسیله مارول استدیوز ساخته شده‌است در نقش شخصیت اول سریال حضور دارد. شهرت بیش از حد این شخصیت باعث شد تا از او در کتاب‌های کامیک دنیای کامیک مارول و مجموعه تلویزیونی کارتونی مرد-عنکبوتی نهایی نیز استفاده شود.